# Iglesia de San Constantino y Santa Elena (Caracas)
La Iglesia de San Constantino y Santa Elena (en rumano: Biserica Sfinţii Împăraţi Constantin şi Elena din Caracas) está ubicada en La Lagunita Country Club, Municipio El Hatillo al este de Caracas. Fue donada por la Iglesia ortodoxa rumana de Venezuela y el Gobierno de Rumania a la comunidad ortodoxa residente en la capital de Venezuela. El terreno para su edificación fue cedido por la Alcaldía. Sólo existen 15 templos religiosos de este tipo en el mundo y sólo dos de ellos están fuera de Rumania. Fue edificada por artesanos originarios del distrito de Maramureş en Transilvania, fue ensamblada  sin clavos ni objetos metálicos en su estructura y está adornada con pinturas religiosas neobizantinas. La torre del campanario se eleva a más de 35 metros de altura. La totalidad de las piezas de madera para los techos y paredes, fueron traídas de Rumania y ensambladas en Venezuela sin el uso de clavos u objetos metálicos, según tradiciones sagradas para evitar semejanzas con los herrajes y martirios de la crucifixión.
Fue inaugurada en 1999, y en dicho acto tomó parte Teoctist I, patriarca de la Iglesia ortodoxa rumana para ese momento. Los frescos bizantinos en su interior fueron realizados por Titiana Nitu Popa y Mihaela Profiriu. La estructura pretende ser una réplica de la Iglesia de madera de Șurdești, la más alta de Rumania. Como detalle, en la cúpula se encuentra una representación pictórica de la Madre de Dios,

## Galería

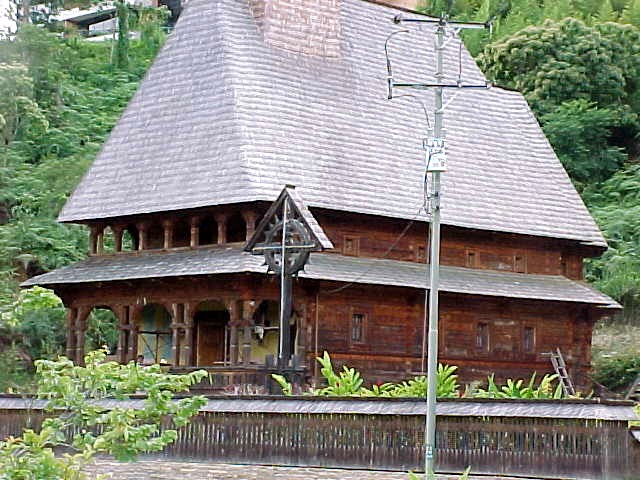
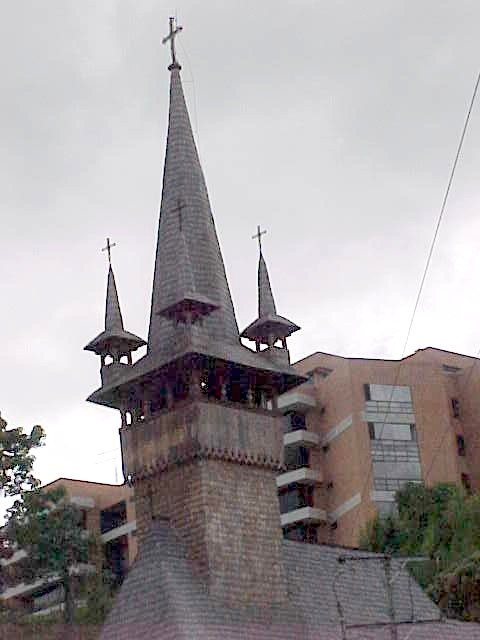
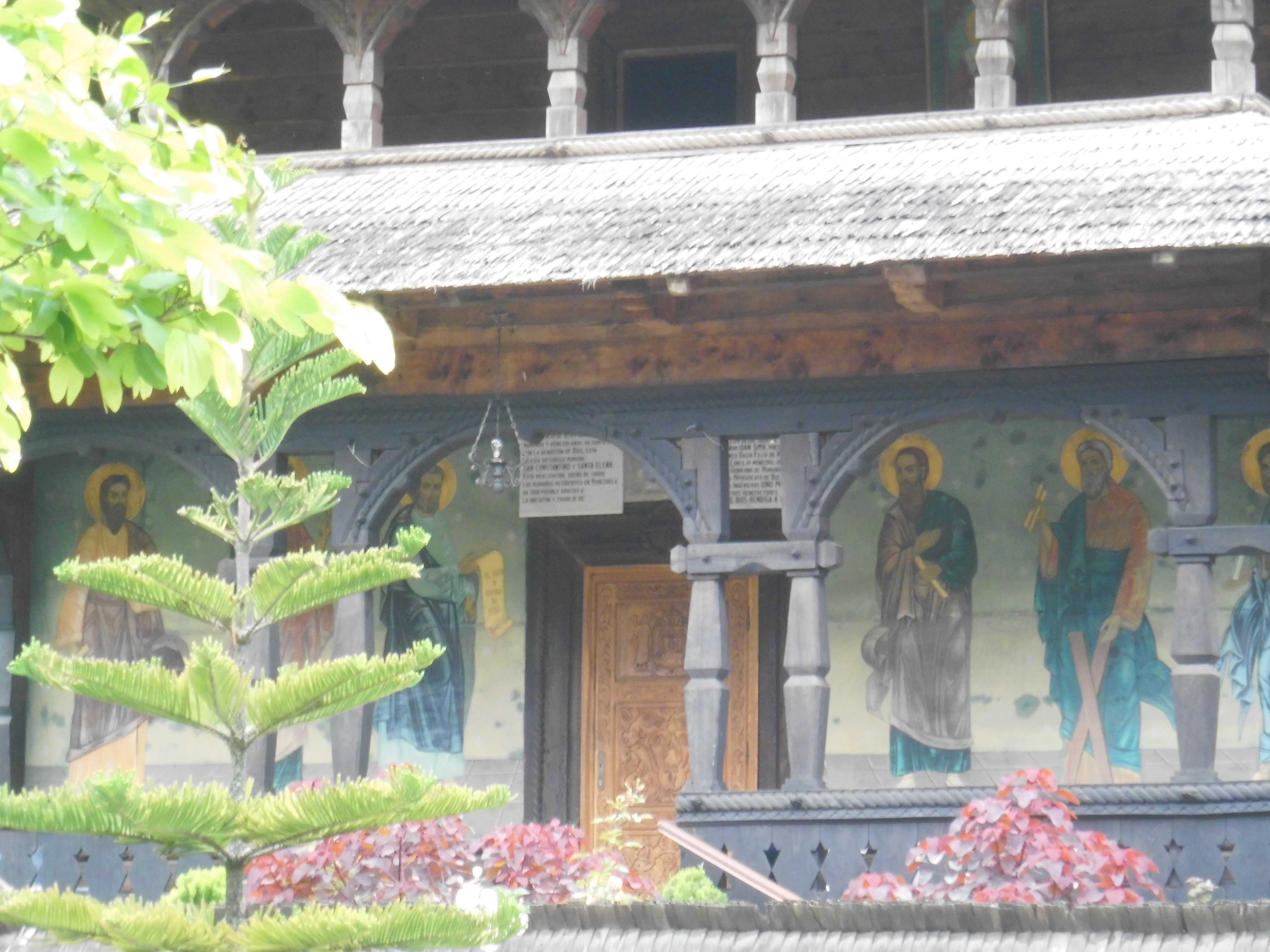
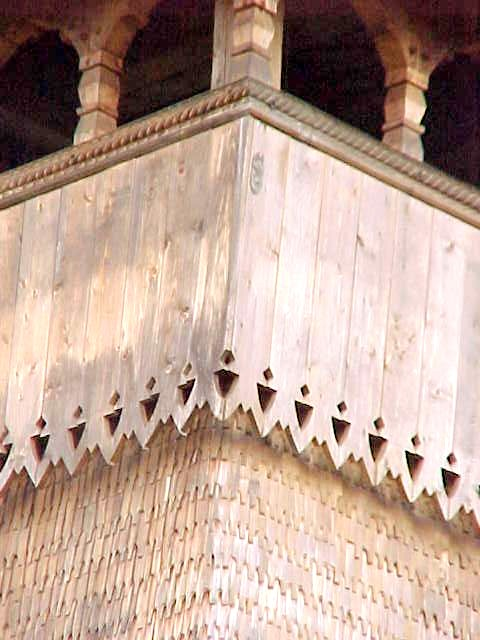
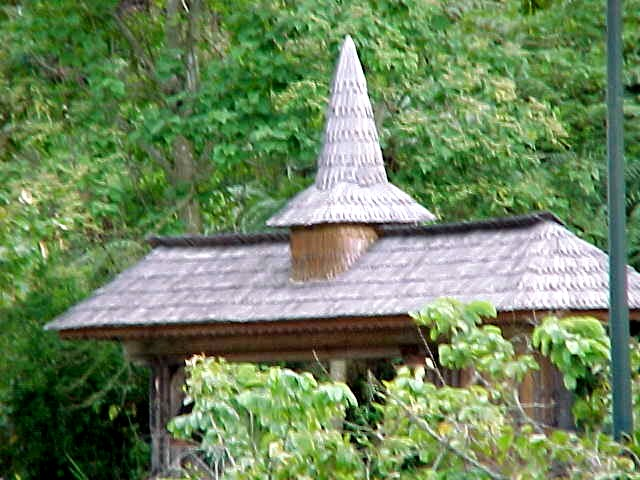
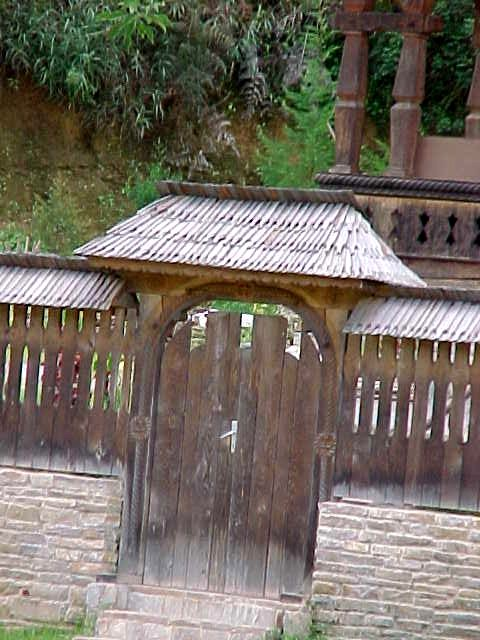